# Хотел Бертрам
Хотел Бертрам је детективски роман Агате Кристи први пут објављен у Великој Британији од стране издавачке куће "Collins Crime Club" 15. новембра 1965. и у САД од стране издавачке куће "Dodd, Mead and Company" следеће године. Издање у Великој Британији се продавало по шеснаест шилинга, а издање у САД за 4,50 долара. У роману се појављује детективка госпођица Марпл.
Госпођица Марпл одлази на двонедељни одмор у Лондон у хотел „Бертрам” где је боравила у младости. Хотел има своју личност и нишу странака важних црквених људи, старијих жена које су преживеле едвардијанско доба и девојака које траже безбедно место за боравак у Лондону. Госпођица Марпл ужива у својим путовањима по Лондону и сазнаје да не може да се врати: живот иде напред. Она је сведок сложених живота отуђене мајке и ћерке и као и увек ради са полицијом на решавању злочина.
Рецензије у време објављивања сматрале су да је расплет превише натегнут, али да има „феноменални полет и чини разумно пријатно читање“. Други рецензент је то назвао „генијалном загонетком“ која се ослања на Кристин вешт стил писања. Рецензија из 1990. сматра да је радња „шкрипава“, али је похваљена „хотелска атмосфера“ која је „веома добро пренета и искоришћена“. Лик Елвире Блејк је добро урађен, а пажљив опис начина на који су старији људи изгледали 1965. у поређењу са ранијим епохама, показао је да Кристино „оштро око није потамнело“.

## Радња
Госпођица Марпл одлази на двонедељни одмор у Лондону у хотел „Бертрам” захваљујући свом сестрићу Рејмонду Весту. У младости је боравила у овом хотелу. После рата хотел је реновиран како би се створила посебна атмосфера едвардијанског доба са најбољим савременим погодностима и најбољим особљем. Госпођица Марпл наилази на пријатељицу која пије чај леди Селину Хези. Селина је у потрази за пријатељима, али често греши са људима који личе на њене старе пријатеље. Госпођица Марпл види чувену пустоловку Бес Сеџвик и њену ћерку, младу и лепу Елвиру Блејк са својим старатељем пуковником Лускомбом. Она такође упознаје заборавног свештеника оца Пенифадера. Амерички туристи сматрају да је хотел заиста енглески. Госпођица Марпл је видела и тркача Ладислава Малиновског кад је стао за столом и неколико пута примећује његова кола. Она га је видела са Елвиром Блејк.
Елвира ће наследити новац од оца када напуни 21 годину. Њена мајка је жива, али се отуђила од ње. Елвира настоји да сазна колико је њено наследство и ко ће га добити ако она умре. Заступник Ричард Егертон, један од њених повереника, говори јој о великом богатству које је чека. Она ради на шеми са својом другарицом Бриџит како би стекла новац да одлети у Ирску и пронађе неке неодређене податке тамо. Нејасно је да ли се враћа возом или ваздухопловом.
Истог дана када је Елвира отпутовала у Ирску, отац Пенифадер треба да присуствује скупу у Луцерну. Он не успева да оде у ваздушну луку претходног дана већ на дан скупа са сада бескорисном ваздухопловном картом. Затим се враћа у Бертрам око поноћи и затиче уљезе у свој спаваћој соби. Буди се четири дана касније у кући далеко од Лондона у близини места недавне пљачке воза Ирске поште. Опоравља се код њему непознате породице. Његов потрес мозга блокира сећање на догађаје. У чудној случајности, неки сведоци пљачке воза јављају да су га видели у возу. Када стигне архиђакон Симонс, а Пенифадер још увек није код куће, он позива полицију. Инспектору Кембелу је додељен случај, а убрзо му се придружује и главни инспектор Дејви који види везе са неразјашњеним злочинима.
Пошто је наредник испитао све у хотелу, Дејви долази да постави још питања и упознаје госпођицу Марпл. Њена запажања да хотел има амбијент не само едвардијанске ере, већ и нестварности, поклапају се са његовим. Она му каже да је видела оца Пенифадера у 3 сата ујутру пошто је мислила да је отишао у Луцерн. Прича му и шта је чула док је седела у јавном делу хотела. Бес Сеџвик је на сав глас разговарала са вратаром хотела Мајклом Горманом о њиховој заједничкој прошлости. Били су се венчали у Ирској коју је њена породица окончала раставом. Мислила је да брак није ваљан, али то је било искрено, а њена четири даља брака била су несвесно бигамија.
Последњег дана госпођице Марпл у хотелу, у разговору са Дејвијем, чули су два пуцња и затим врисак напољу. Елвира Блејк је откривена поред леша Гормана. Елвира каже да је убијен док ју је штитио од пуцњаве. Пиштољ припада Малиновском.
Дејви зове госпођицу Марпл и Пенифадера назад у Лондон. Она је у својој соби и он изводи своје вероватне покрете када га је видела у ходнику. Она схвата да је видела млађег човека, али са Пенифадеровом одором и присећа се немачког израза за реч двојник. Ово покреће Пенифадерово памћење. Он се сетио да је видео себе како седи на столици у сопственој хотелској соби непосредно пре него што је остао без свести. Злочиначка дружина је рачунала на његово одсуство, а на појаву је бурно реаговала.
Дејви и госпођица Марпл се суочавају са Бес Сеџвик као оркестратором ових смелих пљачки заједно са вратарем хотела Хенријем и Ладиславом Малиновским када су брза кола били потребна. Особље хотела је сарађивало, а власници су се бавили новчаном страном крађа. Бес признаје не само ово, већ и убиство Гормана. У бекству, Бес краде кола и безобзирно јури и доживљава удес. Елвира је била друга особа у тој јавној просторији која је чула разговор између своје мајке и Гормана. Она мисли да то поништава Сеџвикин брак са лордом Конистоном и означава њу као ванбрачну ћерку, а не као наследницу. Она жели да буде богата да би је Ладислав оженио. Међутим, у опоруци њеног оца је изричито именована, а тај податак никада није сазнала.
Госпођица Марпл није убеђена да је Бес убила Гормана. Она верује да га је Елвира убила. Дејви се слаже и неће јој дозволити да се извуче са убиством.

## Ликови
- Госпођица Марпл: старија жена и детективка почетница који живи у Сент Мери Миду, а на одмору је у Лондону.
- Господин Хамфрис: управник хотел „Бертрам”.
- Госпођица Горинж: ради на рецепцији у хотелу „Бертрам”.
- Роуз Шелдон: собарица запослена у хотелу Бертрам, чији је претходни рад био глумица.
- Леди Селина Хези: гошћа хотела, пријатељица госпођице Марпл.
- Племкиња Елвира Блејк: прелепа млада жена са савремено дугом и равном ланеном косом која је гост у хотелу и враћа се у Енглеску након времена у Италији на школовање.
- Госпођа Карпентер: Елвирина пратиља док је путовала из Италије у Енглеску.
- Бриџет: Елвирина најбоља другарица из школе у Италији; непознат Елвирином старатељу. Живи са мајком на Тргу Онслоу.
- Пуковник Дерек Ласкомб: Елвирин старатељ са њом у хотелу. Он је један од тројице повереника који управљају Елвириним наследством
- Госпођа Милдред Мелфорд: рођака пуковника Ласкомба која ће угостити Елвиру док она не напуни 21 годину.
- Господин Болард: власник златаре у Бондовој коју Елвира обично посећује.
- Леди Бес Сеџвик: гошћа хотела, стара око 40 година, позната по свом животу у смелим активностима и неколико бракова. Она је Елвирина отуђена мајка.
- Лорд Конистон: Бесин други муж и богати отац Елвире Блејк. Био је много старији од Бес. Напустила га је пошто је њихова ћерка напунила две године. Умро је када је Елвира имала 5 година.
- Хенри: мајстор поподневног чаја, „Он поставља тон [хотелу]”. Он је као савршени батлер.
- Мајкл „Мики“ Горман: ангажован као комесар (вратар) у хотелу „Бертрам” месец дана пре почетка приче. Ирац са војним искуством и први муж леди Сеџвик за кога се удала када је имала 16 година у Балиголенду у Ирској. Он је смртно погођен испред хотела.
- Ричард Егертон: заступник који је један од три повереника за Елвирино наследство.
- Гвидо: Елвирин дечко када је била у Италији.
- Инспектор Кембел: млађи инспектор у Скотланд Јарду задужен да пронађе несталог свештеника.
- Главни инспектор Фред „Тата“ Дејви: детектив Скотланд Јарда који види везу између случаја нестале особе и недавних пљачки великих размера. Он ради са госпођицом Марпл.
- Наредник Ведел: послат из Скотланд Јарда да обави почетна саслушања у вези са оцем Пенидатером, несталом особом.
- Отац Пенифадер: научни свештеник са стручношћу у древним језицима и свицима са Мртвог мора који је такође познат по својој способности да потпуно изгуби појам о времену. Изразитог је изгледа, као мушкарац у раним шездесетим са седом косом.
- Ладислав Малиновски: ауто тркач од око 30 годинама који ради са леди Сеџвик и у кога се заљубила њена ћерка Елвира.
- Госпођа Мекреј: кућна помоћница оца Пенифадера.
- Архиђакон Симонс: пријатељ оца Пенифадера и кућни гост који подстиче позив полицији када је његов пријатељ нестао на недељу дана.
- Господин Робинсон: финансијски моћни играч који зна о свим аспектима банкарства и високих финансија. Дејви му се обраћа да сазна правог власника хотела. Овај лик се накратко појављује у једном од романа о Томију и Тапенс (Залеђе судбине), једном роману о Херкулу Поароу (Мачка међу голубовима) и у роману Путник за Франкфурт.
- Вилхелм и Роберт Хофман: два богата брата швајцарца који су прави власници хотела „Бертрам”, како је сазнао господин Робинсон. Они се баве незаконитим финансијским пословима хотела.

## Помињање стварних места и догађаја
Верује се да је хотел „Бертрам” инспирисао хотел „Браун” где је Агата Кристи често боравила током посете Лондону. Међутим, овлашћена Кристина биографкиња Џенет Морган тврди да је „Бертрам” заправо заснован на хотелу „Флемингов вашар”. Морганова је цитирала преписку између Кристијеве и њеног агента Едмунда Корка у којој су одлучили да промене име власника хотела и улицу у којој се налази „Бертрам” како би замаглили везу са „Флемингом”. Оксфордски речник народне биографије такође тврди да је „Флеминг” био Кристијевој узор.

## Књижевни значај и пријем
У часопису Чувар 17. децембра 1965. године, Френсис Ајлс (Ентони Беркли Кокс) је рекао да се „Хотел Бертрам тешко може назвати главним романом Агате Кристи јер је упркос присуству госпођице Марплс расплет заиста превише натегнут. Али да ли је заплет толико важан код госпође Кристи? Оно што је важно је то што човек једноставно не може да одложи ниједну њену књигу.”
Морис Ричардсон из часописа Посматрач је 12. децембра 1965. рекао: „АК је ретко у свом најбољем издању када вас узбуђује. Ова је помало дивља и натегнута, али има доста тог феноменалног полета и чини се прилично пријатним за читање.”
Роберт Вивер из часописа Дневна звезда Торонта 8. јануара 1966. рекао је: „Роман Хотел Бертрам је старинска Агата Кристи: генијална загонетка која се победоносно извлачи са оним што би у мањим рукама биле најнечувеније случајности.“
Овај роман је увршћен на списак најбољих криминалистичких романа Ентонија Бухера за 1966. годину, један од тринаест наведених те године.
Брижид Брофи се пожалила да ауторка није понудила „ниједан путоказ да би читаоцу дала прилику да претекне госпођицу Марпл или полицију у трци до решења“.
Роберт Барнард је о овом роману рекао да је „Радња прилично шкрипа као у већини каснијих, али је атмосфера хотела веома добро пренета и искоришћена. Елвира Блејк је једна од најбоље уочених од многих младих људи у касним Кристиним романима. Обратите пажњу на размишљања у петом поглављу у роману о промењеном изгледу старијих људи где се приказује да оштро око није потамнело, чак и ако је схватање приповедања постало климаво.”

## Адаптације

### Телевизија
ББЦ је екранизовао роман 1987. са Џоан Хиксон у насловној улози госпођице Марпл.
ИТВ је емитовао своју екранизацију 23. септембра 2007. као део треће сезоне серије Марпл са Џералдин Мекјуан у насловвној улози. Ова екранизација је укључивала многе суштинске промене радње, ликова, атмосфере и завршнице изворног романа и додала отворено савремене друштвене теме:
- Неколико ликова из романа је уклоњено у екранизацији: госпођа Мекреј, архиђакон Симонс, Роберт Хофман, госпођица Горинж, Роуз Шелдон, пуковник Дерек Ласкомб, главни инспектор Фред „Тата” Дејви, инспектор Кембел, наредник Ведел, господин Робинсон.
- У екранизацији је додат велики број нових ликова:
  - Инспектор Лари Бирд - Нови шеф истраге који полако прихвата помоћ госпођице Марпл да реши убиства. Игра га Стивен Манган.
  - Џејн Купер - хотелска собарица и помоћница госпођице Марпл. Везује се за Ларија Бирда и на крају се заљубљује у њега. Игра је Мартин Мекачен.
  - Тили Рајс - хотелска собарица, блиска пријатељица Микија Гормана и уцењивачица. Уцењује убицу.
  - Хјуберт Куртан - заступник који надгледа Блејкино наследство Бесиног покојног бившег мужа. Умешан у проневеру и руковање украденим уметничким делима. Игра га Питер Дејвисон.
  - Мути - модни дизајнер немачког-јеврејског порекла. Тајно тражи нацистичког официра који је у бекству и власника неколико украдених уметничких дела. Игра га Дени Веб.
  - Џек и Џоел Битерн - једнојајчани близанци који делују као лопови. Могу се разликовати по томе где носе ручне сатове.
  - Амелија Вокер - певачица, која жели да купи уметничка дела у хотелу.
  - Луис Армстронг - џез музичар и стари Амелијин пријатељ.
- Промењен је главни подзаплет и хотел је сада оперативни центар за кријумчарење нацистичких ратних злочинаца на сигурно са украденим идентитетима у замену за украдено уметничко благо које су однели. Господин Хамфрис и Хјуберт су умешани у шему, вешајући украдене комаде на видном месту у хотелу. Уметнине и намештај у хотелима су обично репродукција, објашњава госпођица Марпл, тако да би било безбедно и од закона и од лопова. Уметнина нестаје из хотела када се прода. Ладислав Малиновски је затвореник концентрационог логора који је постао ловац на нацисте. Он ради са Мутијем и Бес Сеџвик и заједно откривају да је хотелски гост познат као „отац Пенифадер” у ствари Херман Кох, нациста у бекству. Госпођица Марпл потврђује да је користио идентитет правог оца Пеннифадера (који је на одмору) и истиче да се понашао као свештеник из представе док је правио грешке у својој обмани, као што је само цитирање из Псалама. Мути враћа уметничка дела украдена од њега међу којима је и оно које је Амелија Вокер покушала да узме.
- Додат је нови подзаплет - Лондон је погођен низом пљачки, а током Гормановог убиства нестају драгуљи леди Селине. Госпођица Марпл открива да су крађу починили браћа Битерн који су умешани и у друге пљачке. Док се један од браће представљао као обојица, други је украо драгуље, али је брат који се представљао као обојица направио грешку јер није пребацио свој ручни сат на другу руку што је разоткрило њихову шему и довело до њиховог хапшења.
- Елвирина мотивација је промењена. Она и Малиновски више не занимају озбиљно једно за друго: Малиновски одустаје када је схватио да је Елвира Бесина ћерка. Елвира замера мајци због тога, али то више никада не помиње. Њена емотивна везаност у екранизацији је за пријатељицу Бриџит Милфорд (Бриџет из романа) чија је улога проширена. Неколико година раније, Елвира је желела да се купа у реци и притискала је Бриџит да уђе, али је сама одустала од уласка. Река је била загађена, а Бриџит је добила дечију парализу што је довело до тога да је изгубила сваку употребу десне руке. Елвира криви себе што је изазвала ово и сада покушава да Бриџитин живот учини угоднијим где год је то могуће. Расплет госпођице Марпл открива: „Ако је Бриџит желела да ужива у било каквом квалитету живота, Елвири би требало много новца“ – а то је значило да се свака препрека њеном наслеђу мора уклонити. Горманово убиство остало је исто, али је додата нова жртва убиства - Тили Рајс. Тили је уцењивала Елвиру због тајне првог брака њене мајке па ју је она убила. Њено убиство је увек планирано након Гормановог, а не обрнуто како је полиција претпостављала. Госпођица Марпл је ово исправно закључила.
- Горманово убиство је измењено да се поклопи са новом побудом. Горман је погинуо од снајперисте верујући да штити Елвиру од истог. У стварности, Елвира је била снајпериста, а Бриџит је била обучена као она како би гости хотела поверовали да се враћа у хотел. Елвира је искористила своје знање о хотелу да би тајно изашла и иза Бриџит док је била обучена као собарица. Пар се затим заменио, а Бриџит је предала пиштољ који је користила као део преваре. Госпођица Марпл све ово закључује пре него што истиче да су обе направиле грешку која их је издала - Бриџит је левом руком пуцала на „непостојећег“ снајперисту, али када је Елвира преузела, наставила је да пуца десном руком.
- Леди Бес је покушала да преузме кривицу током расплета, али није побегла и погинула у саобраћајној несрећи. Она је била приморана да одступи, а Елвира и Бриџит су тада признале. Мајка и ћерка су се тада извиниле што су једна другој нанеле неправду. У споредном заплету, Бес је примала претње смрћу пре Горманове смрти због чега је полиција помислила да је она права мета снајперисте. Госпођица Марпл открива да су претње долазиле од Елвире и да је Бес брзо схватила то и намерно подметнула једну у сто господина Куртана како би покушала да одврати сумњу од Елвире.

### Радио
ББЦ радио драма Мајкла Бејквела емитована је 1995-96, а играли су Џун Витфилд као госпођица Марпл и Сијан Филипс као Бес Сеџвик.